# Nesodynerus rubropustulatus
Nesodynerus rubropustulatus är en stekelart som först beskrevs av Blackburn och Cameron.  Nesodynerus rubropustulatus ingår i släktet Nesodynerus och familjen Eumenidae. Inga underarter finns listade i Catalogue of Life.